# Roch Lanctôt
Pour l’article homonyme, voir Lanctôt.
Roch Lanctôt (30 janvier 1866-30 mai 1929) est un agriculteur et homme politique fédéral et municipal du Québec.

## Biographie
Né à Saint-Constant dans la région de la Montérégie, il fit ses études à l'Université d'Ottawa. Il entame une carrière politique en devenant maire de la municipalité de Saint-Constant, sur la Rive-sud de Montréal.
Élu député du Parti libéral du Canada dans la circonscription fédérale de Laprairie—Napierville en 1904, il fut réélu en 1908, 1911, 1917, 1921, 1925 et en 1926. Il est mort en fonction en 1929 à l'âge de 63 ans.